# Akhrik Tsveiba
Akhrik Sokratovich Tsveyba - em russo, Ахрик Сократович Цвейба e em ucraniano, Ахрик Сократович Цвейба ou Akhrik Sokrat-ipa Tsveiba - Ахрик Сократ-иҧа Цвеиба, em abecásio (Gudauta, 10 de setembro de 1966) é um ex-futebolista georgiano de etnia abecásia que atuava como zagueiro.
Ficou famoso por ter defendido quatro seleções: da União Soviética, com a qual foi à Copa do Mundo FIFA de 1990 (como único nativo de território georgiano), embora não chegasse a ser utilizado; a da CEI, com a qual esteve na Eurocopa 1992; e depois pelas de Ucrânia e Rússia, mesmo não se identificado etnicamente com estes países. Também defendeu quatro Dínamos.
Apenas ele e Andrey Pyatnitskiy defenderam quatro seleções oficiais, tendo Tsveiba jogado ainda por uma quinta seleção, a do Resto do Mundo.

## Carreira

### União Soviética
Iniciou a carreira em 1983 no Dínamo Sukhumi, da capital abecásia, e após uma rápida passagem pelo SKA Khabarovsk, chegou ao Dínamo Tbilisi, principal clube da então RSS da Geórgia, em 1984. Pôde conviver com diversos expoentes da geração georgiana dourada que protagonizara em anos recentes o auge do clube,  campeão da Recopa Europeia de 1980–81 e bastante representado na seleção soviética convocada à Copa do Mundo FIFA de 1982. Tsveiba considerava em especial David Kipiani e Kakhi Asatiani como "mentores".
No início de 1990, contudo, a Geórgia proclamou sua independência perante a União Soviética. Embora o movimento não fosse prontamente reconhecido, foi imediatamente retaliado com a exclusão de clubes georgianos das competições soviéticas, fadando os jogadores locais a não disputarem a Copa do Mundo daquele ano. Tsveiba, que desaprovava a independência e ciente de que tinha qualidade reconhecida pelo treinador Valeriy Lobanovskiy, providenciou uma transferência imediata ao Dínamo Kiev. Tsveiba declararia que sua saída foi bem compreendida pelos colegas em Tbilisi, embora dirigentes locais tentassem persuadi-lo com promessas de rápida liberação do futebol georgiano.
Tsveiba terminou rapidamente aceito em [Kiev]] e conseguiu ir à Copa, precisamente como único nativo de território georgiano, embora uma lesão em um treinamento e a precoce eliminação soviética na fase de grupos impedisse de ser utilizado no torneio.
Uma vez recuperado da lesão, conquistou tanto o campeonato soviético como a Copa da URSS daquele ano, chegando a ser em dezembro de 1990 o único dos dez jogadores do Dínamo Kiev na ocasião da Copa do Mundo a seguir permanecendo no clube, diante da saída desenfreada de muitos colegas a clubes da Europa Ocidental. Com isso, tornou-se o capitão de um elenco reformulado, notadamente com a saída de nomes com Oleksandr Zavarov e Oleksiy Mykhailychenko ao futebol italiano.
Visto como um líbero de estilo "sóbrio" e "conservador", sem maior aptidão ofensiva mas com bastante senso de colocação, logo tornou-se figura recorrente da seleção soviética na classificação à Eurocopa 1992, às custas da desclassificação da concorrente Itália, em outubro de 1991.
Eleito o jogador soviético de 1991, Tsveiba chegou a ser anunciado em dezembro daquele ano como a nova contratação do Tottenham Hotspur, mas já em janeiro seguinte veio a prolongar sue vínculo com os ucranianos por mais um semestre diante de elevação salarial; a Ucrânia, pouco após o natal, havia acabado de declarar-se independente e sua associação de futebol realizava força-tarefa para conter o grande êxodo de talentos locais.

### CEI
Com a dissolução da URSS, o elenco soviético classificado à Eurocopa a competiu sob o uniforme da provisória seleção da CEI. Foi justamente de Tsveiba o primeiro gol da curta história desta seleção, em amistosos de preparação à Euro; ele e Kakhaber Tskhadadze (do Spartak Moscou) foram os únicos convocados provenientes de território da Geórgia, por seguirem atuando em clubes de fora da ainda dissidente liga georgiana. O Dínamo Kiev, por sua vez, disputou entre o fim de 1991, ainda como clube soviético, e o primeiro semestre de 1992 o quadrangular-semifinal da Liga dos Campeões da UEFA de 1991–92. Um dos adversários foi o Benfica, que já tinha contratado os ex-soviéticos Sergey Yuran e Vasiliy Kulkov, vindo em março de 1992 a também interessar-se por Tsveiba.
Pouco após despedir-se da competição europeia, o Dínamo Kiev passou a competir na primeira edição do nascente campeonato ucraniano, sem leva-lo com a mesma seriedade diante da fraqueza dos adversários; a edição inaugural concentrou-se no primeiro semestre de 1992 e dividiu os participantes em dois grupos, prevendo-se uma final entre cada líder para definir o campeão. O Dínamo pôde liderar sua chave com bastante disparidade, mas acabou surpreendido na final, perdida para o Tavriya Simferopol. Ainda assim, Tsveiba foi convocado à Euro, onde chegou a ser anunciado como contratado pelo Espanyol, embora tal negociação logo fosse desmentida justamente por diversos russos já preencherem o limite de estrangeiros tolerado pela federação espanhola a cada clube.
Na Euro, a seleção da CEI realizou duas boas primeiras partidas, com empates contra Alemanha e Países Baixos tornando palpável uma classificação à fase seguinte. Tsveiba, contudo, recebeu cartões amarelos em cada uma e acabou suspenso do terceiro jogo, contra a Escócia. Desfalcados do líbero e também dos lesionados Igor Shalimov e Igor Kolyvanov, porém, os antigos soviéticos acabaram derrotados por 3-0 pelos escoceses e assim eliminados na fase de grupos.

### Ucrânia
Enquanto a CEI ainda se preparava para a Euro, a recém-criada seleção ucraniana realizava suas primeiras três partidas, ainda desfalcadas com jogadores ocupados com a equipe da CEI. Tsveiba veio a reforçar a nova seleção a partir da quarta partida da história dela, já após a Euro. Embora já fosse a quarta partida da Ucrânia, porém, esta seguia sem ser oficialmente reconhecida pela FIFA, o que futuramente possibilitaria que Tsveiba adotasse outra seleção. Também em 1992, a Abecásia declarou independência da Geórgia, que não foi aceita pelo país nem reconhecida internacionalmente, e acabou invadida pelo exército georgiano, vindo a ter a independência reconhecida a partir de 2008 pela Rússia e um pequeno grupo de outros países.
Tsveiba, inicialmente, não permaneceu no futebol de seleções em função de uma lesão que o relegara à equipe B do próprio Dínamo Kiev. O estado inicial do futebol ucraniano independente era descrito como "caótico" em 1993, contexto que fizera o líbero preferir transferir-se naquele ano à modesta equipe russa do KamAZ Naberezhnye Chelny. A falta de recursos da nascente Associação Ucraniana de Futebol limitava os convocados a quem atuasse no próprio campeonato ucraniano, outra razão que viria a inviabilizar novas convocações da Tsveiba pela Ucrânia.

### Rússia
Na sequência da carreira, o líbero defendeu equipes da China e do Japão, outro fator que o afastou de convocações. Em agosto de 1997, defendeu a seleção do Resto do Mundo em amistoso festivo contra a Rússia (derrotada por 2-0), na celebração do centenário da União Russa de Futebol. Tsveiba, que havia regressado ao futebol russo como jogador do Alania Vladikavkaz, então um clube localmente relevante, veio então a ser aproveitado pela seleção russa - reforçando-a em oito partidas nas eliminatórias para a Copa do Mundo FIFA de 1998.
Após terminar em segundo em seu grupo (atrás da Bulgária, a Rússia acabou eliminada na repescagem pela Itália. Culpou-se precisamente um erro de Tsveiba a oportunidade aproveitada por Christian Vieri no gol da Azzurra sobre a neve de Moscou, em empate precioso para os visitantes.
Tsveiba, já grisalho, não voltou a defender a Rússia após 1997. Após passagens sem destaque por Qianwei Huandao, Uralan Elista e Dínamo de Moscou (onde voltaria em 2014, como olheiro), encerrou a carreira em 2002, no AEK Larnaca. Seu filho, Sandro, nasceu na Ucrânia e também se desempenhou como zagueiro.